# 中正里 (嘉義縣)
中正里是中華民國嘉義縣朴子市的一個里，東以光復路與安福里毗鄰，西以南通路與文化里相連，南以山通路與平和里相接，北以開元路與順天里和開元里接壤，中正路東西向橫貫中部，面積0.0847平方公里